# 方正化 (明朝宦官)
方正化（？—1644年），山东人，明朝崇祯时期的司礼监太监。

## 生平
崇祯年间，为司礼太监。崇祯十五年（1642年）冬，清朝军队袭击京畿，被任命总监保定军务，有保全城池的功劳，战后撤还。崇祯十七年（1644年）二月又命他到地方，方正化磕头辞职，崇祯帝不同意。方正化又磕头说：“奴此行万无能为，不过一死报主恩尔。”崇祯帝也流泪派他去。到战场，与同知邵宗元等登陴共守。有人请示他，方正化只说：“我方寸已乱，诸公好为之。”城池被李自成军攻克，方正化击杀数十名大顺军，大顺军问：“若为谁？（你是谁？）”方正化厉声说：“我总监方公也！”大顺军攒刀砍杀了他，他手下太监也都死了。当时内臣殉难者，更有故司礼掌印太监高时明，司礼秉笔太监李凤翔，提督诸监局太监褚宪章、张国元四人。东厂提督太监王之心家最富，投降大顺军，大顺军勒索他的财物，拷打致死。南明时，建旌忠祠祭祀诸死难者，以王承恩为正祀，内臣方正化等附祀，而王之心也被祭祀。

## 延伸阅读
[在维基数据编辑]
 《明史卷三百〇五》，出自《明史》